# Pegloticase
Pegloticase é um fármaco utilizado no tratamento da gota em adultos. Foi aprovado pelo FDA em 2010 e foi desenvolvido pela Savient Pharmaceuticals. Seu nome comercial é Krystexxa.